# Sherlock (bande dessinée)
Pour les articles homonymes, voir Sherlock.
Sherlock est une série de bande dessinée écrite par Didier Convard et dessinée par Jean Louis Le Hir, narrant des aventures apocryphes de Sherlock Holmes.

## Albums
1. Révélation (2008)
2. Les Coquelicots du Penjab (coscénario d’Éric Adam, 2008)

## Éditeurs
- Glénat (collection « Grafica ») : tomes 1 et 2 (première édition des  tomes 1 et 2)